# Maryanaj
Maryānaj (farsi مریانج) è una città dello shahrestān di Hamadan, circoscrizione Centrale, nella provincia di Hamadan. Aveva, nel 2006, una popolazione di 9.442 abitanti. Si trova pochi chilometri a nord-ovest della città di Hamadan.